# Atika (bivša država)
Atika (grško Αττική, Attikḗ ali Attikī́; starogrško [atːikɛ̌ː] ali sodobno [atiˈci]) je zgodovinska območje, ki vključuje glavno mesto Grčije, Atene. Leži na Atiškem polotoku, ki sega v Egejsko morje. Sodobna upravna regija Atika je obsežnejša od zgodovinske in vključuje Saronske otoke, otok Kitero in občino Trojzinija na peloponeškem polotoku. Zgodovina Atike je tesno povezana z zgodovino v Atenah, ki so bile v klasičnem obdobju najpomembnejše mesto v antičnem svetu.

## Geografija
Atika je trikotni polotok v Egejskem morju. Na severu jo od Beocije deli 16 km dolgo pogorje Kitajron. Na zahodu je meja na morju in Korintskem prekopu. Saronski zaliv leži na jugu, otok Evboja pa proč od severne in vzhodne obale. Gore delijo polotok v ravnine Pedias, Mesogaja in Triazion. Gore so: Himet, vzhodni del Geraneje,  Parnita (najvišja gora v Atiki), Ajgalej in Penteli. Ajgalej, Parnita, Penteli in Himet (v smeri urnega kazalca od jugozahoda) delijo gričevnato ravnino, na kateri se zdaj širi metropolitansko mesto Atene - Pirej. Ravnina Mesogaja, ki se zdaj imenuje Mesogeja, leži vzhodno od Himeta in je na severu povezana z vznožjem gore Penteli, na vzhodu je zaliv Evboja in gora Mirkin (sodobno Merenta), na južni strani so gore Lavrij (sodobni Lavrio). Atensko jezero Maraton je bilo leta 1920 umetno zajezeno. Borovi in jelkovi gozdovi pokrivajo območje okoli Parnite. Himet, Penteli, Mirhinous in Lavrij pokrivajo gozdovi z borovci, medtem ko je na preostalem območju  grmičevje.
Kefiz je najdaljša reka v Atiki.
Po Platonu so bili stare meje Atike določene na eni strani z ožino, proti celini pa so segale do višine Kitajrona in Parnesa. Mejna črta je segala do morja, kjer je mejila na okrožje Orop na desni in ob reki Azop na levi strani.

## Zgodovina

### Antična zgodovina
V antiki so se Atenci hvalili, da so "avtohtoni", kar pomeni, da so bili prvotni prebivalci Atike in ne priseljeni od drugod. Tradicionalno velja, da je bila Atika v klasičnem obdobju, v grškem mračnem obdobju (okoli 1100–750 pr. n. št.), zatočišče Joncev, ki so pripadali plemenom s severnega Peloponeza. Menda so bili Jonci prisiljeni zapustiti svojo domovino zaradi Ahajcev, ki so morali zapustiti svojo domovino po vdoru Dorcev.  Jonci naj bi se združili s starodavnimi Atičani, ki so se pozneje sami imeli za del jonskega plemena in so govorili jonsko narečje. Veliko Joncev je pozneje zapustilo Atiko. Načrtno so naselili egejsko obalo Male Azije in ustanovili 12 mest Jonije.
V [Mikenska civilizacija|mikenskem obdobju]] so Atičani živeli v avtonomnih kmetijskih družbah. Glavni kraji, v katerih so bili najdeni prazgodovinski ostanki, so Maraton, Rafina, Nea Makri, Bravron, Torik, Agios Kozmas, Elevzina, Aharnjani (Menidi), Markopulo, Spati, Afidna in Atene. Vsa ta naselja so cvetela v mikenskem obdobju. 
Atiko je sestavljalo 12 majhnih skupnosti v času vladavine  Kekropsa II., legendarnega jonskega kralja Atike. Strabon jih je imenoval Cecropia, Tetrapolis, Exacria, Decelea, Eleusis, Aphidna, Thoricus, Bravron, Cytheris, Sphettus, Cephissia in Phalems. V času vladavine Tezeja, mitološkega kralja v Atenah, so bile pozneje vključene v atensko državo. Sodobni zgodovinarji menijo, da je verjetnejše, da so bile skupnosti postopno vključene v atensko državo med 8. in 7. stoletjem pred našim štetjem. 
Do 6. stoletja pred našim štetjem so plemiške družine živele samostojno življenje v predmestju. Šele po tiraniji Pejzistrata in reformah, ki jih je izvedel Klejsten, so lokalne skupnosti izgubile svojo neodvisnost in podlegle osrednji vladi v Atenah. Po teh reformah je bila Atika razdeljena na približno 100 občin, dem, in tudi tri velika območja: mesto (ἄστυ), ki je obsegalo središče Aten, Himets, Ajgalej in vznožje gore Parnes, obala (παράλια), ki je vključevala območje med Elevzino in rtom Sounion in okolica mesta (ἐσωτερικό-μεσογαία), naseljena z ljudmi, ki so živeli na severu v gorah Parnita, Pentelik in območju vzhodno od gore Himet. Načeloma naj bi vsaka enota vključevala enake dele meščanov, mornarjev in kmetov. "Tritis" ("tretji") je v vsakem območju pomenil pleme. Zato je Atika imela 10 plemen.

#### Utrdbe
V klasičnem obdobju so bile Atene utrjene na severu s trdnjavo Elevtera, ki je dobro ohranjena. Druge utrdbe so še Ojnoa, Dekeleja in Afidna. Za zaščito rudnika na Lavriju, na obali, so Atene zgradile obzidje na Ramnuntu, Toriku, Sounionu, Anavizu, Pireju in Elevzeni.

#### Kraji čaščenja
Čeprav arheološke ruševine najdemo na skoraj celotnem območju Atike, so najpomembnejše v Elevzini. Čaščenje boginj Demetre in Perzefone, ki se je začelo v mikenskem obdobju, se je nadaljevalo še dolgo v antiki.
V prazgodovini lahko zasledimo mnoge druge vrste čaščenja, na primer Pana in Nimf je bilo pogosto na mnogih območjih Atike, kot so Maraton, Parnes in Himit. Boga vina, Dioniza, so častili predvsem na območju Ikarije, zdaj predmestje Dioniza. Ifigenijo in Artemido so častili v Bravronu, Artemido v Rafini, Ateno na Sounionu, Afrodito na Ieri Odos in Apolona v Dafni. 
Festival Halceja so v Atiki praznovali vsako jesen v čast Atene in Hefajsta.

### Srednji vek
Po obdobju antike je bila Atika pod rimsko, bizantinsko, beneško in otomansko vladavino. V bizantinskem obdobju so leta 396 Atene napadli Goti pod poveljstvom Alarika. Prebivalstvo Atike se je zmanjšalo v primerjavi s sosednjo Beocijo.
Zgodovinsko pomembno obdobje za mesto je bilo 11. in 12. stoletje, ko je bila Atika pod oblastjo Frankov. Velik samostan Dafne, ki ga je zgradil Justinijan I., je osamljen primer iz bizantinskega obdobja in ne pomeni širokega razvoja Atike. Na drugi strani pa objekti, zgrajeni v 11. in 12. stoletju, kažejo večji razvoj, ki se je nadaljeval med vlado Frankov, ki niso bili strogi vladarji.
Med otomansko vladavino so Atene imele nekaj pravic, kar pa ni veljalo za atiške vasi. Velika območja so zasedli Turki, ki so ustrahovali prebivalstvo s pomočjo spahij (član fevdalne otomanske oklepne konjenice). Samostani v Atiki so igrali ključno vlogo pri ohranjanju grških značilnosti vasi.
Kljub osvajalcem je Atiki uspelo ohraniti tradicionalne lastnosti. To je dokazano z ohranjanjem starih toponimov, kot so Oropos, Dioniz, Elevzina in Maraton. Med grško vojno za neodvisnost so se atiški kmetje prvi uprli (aprila 1821), zasedli Atene in zasegli Akropolo, ki je bila predana Grkom junija 1822. 

### Atika po 1829
Atika je pripadala neodvisni grški državi. Od leta 1834 so bile v Atenah določene za novo grško glavno mesto (prestavljeno iz Navplija v Argolidi), ljudje iz drugih delov Grčije so začeli postopoma naseljevati Atiko. Največ grških beguncev je bilo iz Anatolije zaradi izmenjave prebivalstva med Grčijo in Turčijo na podlagi Lozanske pogodbe. Danes je velik del Atike mestno območje Aten.  Moderna grška regija Atika vključuje Antično Atiko in tudi Saronske otoke, majhen del Peloponeza okrog Triaziona in jonski otok Kitajron.

## Podnebje
Atika ima sredozemsko podnebje. V poletnih mesecih je izrazito, dolgo, suho obdobje, pozimi pa kratko, mokro obdobje. Največ padavin je pozimi. Južni del polotoka ima vroče, polsušno podnebje. 

### Evropski temperaturni rekord
Po podatkih Svetovne meteorološke organizacije je bil uradni evropski rekord z najvišjo temperaturo 48,0 °C izmerjen v Elevzeni in Tatoi leta 1977.